# 存入愛
《存入愛》是香港歌手黎明主唱的一首粵語歌曲，由WE5作曲、SIRI (Serrini) 填詞、雷頌德監製，歌曲以親情為題材，向自己的女兒表達父愛，旋律以温暖柔和為主，於2020年8月21日由唱片公司A music以數碼形式推出。

## 背景及製作
2020年，黎明與香港一家銀行合作，參與拍攝廣告及主唱廣告主題曲〈存入愛〉，此歌曲以抒情溫馨為風格，通過旋律、歌詞表達對自己女兒的愛，曲名與2000年發行的音樂專輯《北京站》的主打歌〈全日愛〉諧音相似，音樂短片由黎明獨自演出，以動物、花草、陽光等畫面作為背景，黎明除了參與演出外，亦參與了構思創作的部分，以蛋為早餐主題，透過為女兒煮早餐來表達對女兒的關愛，除了參與演出音樂短片，亦擔任場外攝影師，拍攝了部份的幕後花絮。

## 評論摘要
歌曲〈存入愛〉引起傳媒報導和大眾關注，傳媒認為此歌曲在2019冠狀病毒病疫情下推出，充滿正能量，帶給聽眾幸福感覺，評論認為黎明在音樂短片中，演繹為女兒製作早餐的情節，是要展現慈父形象，有網民在社交網站平台留言讚好，表示歌曲充滿幸福，與早前推出的歌曲〈顧家〉同樣有住家男人的感覺，也有網民表示喜歡黎明以溫柔聲音演繹歌曲，同時認為「如每天我可黎明時親親你手」等歌詞是要向當時兩歲多的女兒表達父愛，令人感動。

## 流行榜成績
以下是歌曲〈存入愛〉在香港及其他國家地區的音樂流行榜所獲得的最佳成績：
- 香港電台中文歌曲龍虎榜：第8位[7]
- 加拿大中文電台AM1470加拿大至HIT中文歌曲排行榜：冠軍[8]

## 外部連結
- 黎明 Leon Lai - 存入愛 Official MV AMusic Official Channel. 2020-08-21